# Dokyū Hentai HxEros
Dokyū Hentai HxEros (ド級編隊エグゼロス Dokyū Hentai Eguzerosu?, Formación Heróica HxEros) es una serie de manga escrita e ilustrada por Ryōma Kitada. La serialización comenzó en la revista Jump Square de Shūeisha en mayo de 2017, finalizando en la edición de febrero de 2021, siendo recopilada en doce volúmenes tankōbon. Una adaptación al anime producida por el estudio Project No.9 fue estrenada el 3 de julio de 2020.

## Argumento
Un tipo desconocido de alienígenas con formas de bichos llamados "Kiseichu" (キセイ蟲 Kiseichū?) invaden la Tierra. Saquean la "energía H" en un intento de extinguir a la humanidad. Para salvar al planeta de la amenaza alienígena, un chico de preparatoria llamado Retto Enjō se une al equipo "HxEros", en asociación con cuatro hermosas chicas de preparatoria, una de las cuales es su amiga de la infancia Kirara Hoshino. Sin embargo, resulta que Kirara ha cambiado drásticamente su personalidad, lo que lleva a un distanciamiento entre los dos amigos de la infancia.

## Personajes

### Escuadrón de Defensa de la Tierra

#### Filial de Saitama
Retto Enjō (炎城烈人 Enjō Retto?) / HxE Red
 Seiyū: Yoshitsugu Matsuoka
Un estudiante de segundo año de preparatoria que vive en Saitama. Se unió a HxEros por recomendación de su tío después de que su amiga de la infancia, Kirara Hoshino, fuera atacada por un Kiseichuu cuando eran niños. Está enamorado de Kirara. Porta su dispositivo XEro como reloj en la muñeca.
Kirara Hoshino (星乃雲母 Hoshino Kirara?) / HxE Yellow
 Seiyū: Ai Kakuma
La principal heroína de la serie, Kirara es la amiga de la infancia de Retto. Con una personalidad extrovertida cuando era joven, Kirara cambió después de ser atacada por un Kiseichuu, hasta el punto en que ella y Retto se alejaron el uno del otro. En la escuela es conocida como la Dama de Hierro (鋼鉄の処女 Aian Meiden?) dado su trato despectivo y frío con los chicos. Porta su dispositivo XEro como reloj en la muñeca.
Kirara Negra (黒雲母 Kuro Kirara?)
Alucinación de Kirara que apareció poco antes de conocer al equipo de Tokio. Es una versión de Kirara cuando era niña y cuya personalidad es la anterior a ser atacada por un Kisechū. Su objetivo es hacer que Retto y Kirara terminen juntos.
Momoka Momozono (桃園桃花 Momozono Momoka?) / HxE Pink
 Seiyū: Sayuri Yahagi
Una chica energética que habla con acento de Kansai. Tiene un complejo muy fuerte con respecto a su figura, especialmente el tamaño de su busto lo cual le ha llevado a intentar cualquier método de aumento de senos que vea en revistas o TV. Se une al escuadrón para sentirse al nivel de su hermana que es modelo. Porta su dispositivo XEro en una liga en la pierna. Su ataque especial se llama Peonia Destructora (乱れ牡丹 Midare Botan?). Está enamorada de Retto.
Sora Tenkūji (天空寺宙 Tenkūji Sora?) / HxE Blue
 Seiyū: Yūki Kuwahara
Una chica despistada que ocasionalmente se mete en la cama de Retto o la de Kirara estando somnolienta. Es además dibujante de manga erótico y diseñó los trajes de combate del escuadrón. Es compañera de clase de la hermana menor de Retto, Hiiro. Su ataque especial es el Rayo Solar (ソーラー・レイ Sooraa Rei?). Porta su dispositivo XEro en un collar alrededor del cuello.
Maihime Shirayuki (白雪舞姫 Shirayuki Maihime?) / HxE White
 Seiyū: Ai Kayano
Una chica amable que erróneamente cree que no posee ninguna habilidad sobresaliente. Su energía H es mayor de lo que piensa. Porta su dispositivo XEro alrededor del cuello en una correa. Su ataque especial es el Cañon Lamaze (ラマーズ砲 Ramaazu Hō?).
Jō Anno (庵野 丈 Anno Jō?)
 Seiyū: Shin-ichiro Miki
Tío de Retto y jefe de la filial de Saitama del Escuadrón de Defensa de la Tierra.
Chacha (チャチャ?)
 Seiyū: Nichika Ōmori
Ex-princesa de los Kiseichū que se une al equipo de Saitama para combatir la invasión alienígena. Ayuda al equipo en desarrollar el máximo potencial de su energía H así como, al morderlos, inyectar feromonas que les permite combatir en Modo Bestia (Beast Mode) multiplicando su fuerza.
Rumba Lu Seine Tercero (ルンバルセーヌ三世 Runbaru Se-nu Sansei?) / Rumba (ルンバ Runba?)
 Seiyū: Daisuke Kishio
Mascota del dormitorio del equipo de Saitama.
Mutsumi Sadojima (佐渡島睦美 Sadojima Mutsumi?)
Subordinada del tío de Retto en la filial de Saitama. Encargada de las revisiones físicas de la energía H.
Sae Maso (真朱サエ Masoo Sae?)
Junto con Mutsumi, se encarga de realizar los exámenes físicos de energía H a los miembros del escuadrón.

#### Filial de Tokio
Shiko Murasame (叢雨紫子 Murasame Shiko?)
Seiyū: Lynn
Miembro del equipo de Tokio. Debido al uso del dispositivo X-ERO tiene un cuerpo insensible. Está interesada en Retto ya que él estando en Modo Bestia la hizo volver a experimentar sensaciones placenteras. Su dispositivo XEro lo porta oculto tras un parche en el ojo.
Moena Wakakusa (若草萌萎 Wakakusa Moena?)
 Seiyū: Natsumi Takamori
Miembro del equipo de Tokio. Su sentido del olfato es muy sensible por lo que generalmente usa un cubrebocas y lo emplea para detectar kiseichū. Fue compañera en la escuela secundaria de Momoka a quien llama afectuosamente Momocchi (ももっち?). Su dispositivo XEro lo porta en uno de los lazos que utiliza para amarrar sus coletas del cabello.
Tōma Taiga (大河橙馬 Taiga Tōma?)
 Seiyū: Ayaka Ōhashi
Miembro masculino de apariencia femenina y delicada del equipo de Tokio. Tiene una gran admiración por Retto a quien llama maestro. Su dispositivo XEro lo porta en el cinturón. Recolecta energía H ejerciendo el voyerismo. Su ataque especial es el Proyectil de Energía H (Hネルギー弾 H nerugī dan?).
Yona Ichōgi (銀杏木よな Ichōgi Yona?)
 Seiyū: Yūki Takada
Miembro del equipo de Tokio. Cumple funciones de mediadora dentro del equipo. La fuente de su energía H es el sentimiento de inmoralidad.

#### Filial de Okinawa
Miyako Hamahiga (浜比嘉ミヤコ Hamahiga Miyako?)
Única sucesora de la técnica Musō, lo que le permite manipular a voluntad la energía H.
Anna Majello (アンナ・マジェッロ Anna Majerro?)
Estudiante internacional de intercambio y discípula de Miyako.

### Kiseishū
El grupo de alienígenas que han venido a invadir la Tierra. Dado que su intención inicial es una invasión pacífica, su método consiste en eliminar la energía H de los humanos para así poder conquistarlos.
Mogana Iwazu (岩津もがな Iwazu Mogana?) / Reina Kiseichū (王女キセイ蟲 Ōjō Kiseichū?)
 Seiyū: Kikuko Inoue
Reina de los Kiseichū y mamá de Chacha. Elaboró un plan para ganar las elecciones municipales y así arrestar a Jō con tal de eliminar al escuadrón HxEros. Al ser derrotada por Retto y Kirara acudió en su rescate HxE Black.
HakkoChū (ハッコ蟲?)
 Seiyū: Shizuka Itō
Kiseichū con forma de mantis que se especializa en censurar imágenes sugerentes y así absorber la energía H de sus víctimas.
KiseiChū X (キセイ蟲Ｘ?)
 Seiyū: Ryōka Yuzuki
El kiseichū con forma de mosquito que originalmente atacó a Kirara siendo niña y que explotó luego de no poder absorber toda la energía H de ella, lo que le provocó mucha vergüenza y su posterior cambio de personalidad.
TaranChū (タラン蟲?)
 Seiyū: Asami Imai
Kiseichū que se especializa en aplicar un estricto código de modestia en la ropa alargando las faldas cortas.
JikoChū (ジコ蟲?)
 Seiyū: Kaori Nazuka
Kiseichū con forma de avispa que se especializa absorber la energía H negativa de sus víctimas provocadas por el rechazo.
PanChū (パン蟲?)
 Seiyū: Misaki Kuno
Tipo de kiseichū con forma de mariposa de mucho menor tamaño que la generalidad de Kisechū que se dedica a robar la ropa interior sus víctimas, esencialmente sus bragas.
ShokuChū (ショク蟲?)
 Seiyū: Mai Nakahara
Kiseichū con tentáculos en forma de lombrices que absorben la energía H negativa de sus víctimas transformándolas en más tentáculos. Es derrotado por Maihime con su ataque especial Cañon Lamaze.
ShimiChū (シミ蟲?)
 Seiyū: Ayako Kawasumi
Kiseichū que desprecia los libros eróticos y los destruye con bichos en forma de arañas. Es derrotado por Sora con su ataque especial Rayo Solar.
GitaiChū (ギタイ蟲?)
 Seiyū: Megumi Toyoguchi
Kiseichū en forma de polilla que puede mimetizarse adoptando cualquier forma de ser vivo, incluyendo humanos, para así mezclarse en sus ambientes y pasar desapercibido. Fue derrotada por Kirara en el ataque que destruyó también al nido de los Kiseichū.
Miharichū (ミハリ蟲?)
 Seiyū: Aya Suzaki
Keikaichū (ケイカイ蟲?)
 Seiyū: Yukari Tamura
Kaikochū (カイコ蟲?)
 Seiyū: Kana Ueda
Kiseichū en forma de la polilla del gusano de seda y cuyos ataques provocan regresión infantil a sus víctimas. Después de que Kirara derrotara a este bicho, queda embarrada de la seda producida por el mismo lo que hace que tenga una regresión y actúe con la personalidad abierta, despreocupada y traviesa que tenía. Una vez que se recuperó hizo su aparición por vez primera la Kirara negra.
Genmuchū (ゲンム蟲?)
 Seiyū: Akeno Watanabe
Kiseichū que es capaz de hipnotizar a sus víctimas con su voz y sumergirlas en un placentero sueño. Inmovilizado en un primer momento por Shiko y Moena del equipo de Tokio, recupera fuerzas luego que se distrajeran con Retto en un duelo para ver quién se quedaba con Chacha. Es posteriormente derrotado por Kirara y Momoka.
Namachū (ナマ蟲?)
 Seiyū: Noriko Shitaya
Kiseichū con forma de pepino de mar el cual se multiplicó sin control en la playa afectando la industria turística local. Originalmente tarea del equipo de Tokio para exterminarlos, se une posteriormente el equipo de Saitama. Son eliminados por Tōma luego que este recolectara energía H después de empujar a Retto al lugar donde las chicas se encontraban y quedarse todos en una posición bochornosa.
Nyotaikachū (ニョタイカ蟲?)
 Seiyū: Hitomi Nabatame
Kiseichū con la habilidad de separar del cuerpo masculino su órgano reproductor al picar con su aguijón.
Riachū (リア蟲?)
 Seiyū: Yū Asakawa
Amanojachū (アマノジャ蟲?)
 Seiyū: Mamiko Noto
Kiseichū con forma de coccinélido cuya habilidad es cambiar las acciones y deseos de las personas por lo contrario, cambiando de esta manera los sentimientos de amor y cariño por desamor.
Kinbakuchū (キンバク蟲?)
 Seiyū: Kana Hanazawa

### Otros
Narrator (ナレーション?)
 Seiyū: Rikiya Koyama
Date (伊達 Date?)
 Seiyū: Kento Shiraishi
Amigo de Retto. Desconoce que pertenece al equipo HxEros. Sale actualmente con Haruka.
Torigoe (鳥越 Torigoe?)
 Seiyū: Yūki Inōe
Amigo de Retto. Desconoce que pertenece al equipo HxEros.
Haruka Itō (伊藤陽香 Itō Haruka?)
 Seiyū: Megumi Toda
Amiga de la infancia de Retto y Date y compañera de clase junto con Kirara. Sale actualmente con Date.
Yūna Asana (朝名夕奈 Asana Yūna?)
 Seiyū: Marina Yamada
La mejor amiga de Kirara. Va a citas con su compañera superior ocasionalmente.
Maika Hoshino (星乃麻衣香 Hoshino Maika?)
Mamá de Kirara. Conoce la ansiedad de Kirara con respecto a Retto. Es amiga de la mamá de este.
Hiiro Enjō (炎城緋色 Enjō Hiiro?)
 Seiyū: Emiri Suyama
Hermana menor de Retto. Es compañera de clase de Sora.
Sonoka Momozono (桃園園花 Momozono Sonoka?)
Hermana mayor de Momoka. Es una atractiva y popular modelo, lo que ha provocado un sentimiento de inferioridad en Momoka.
Chiya Hōya (保谷千夜 Hōya Chiya?)
 Seiyū: Aoi Koga
La chica más popular de la preparatoria para señoritas Saotome y amiga de la infancia de Maihime. Es talentosa en el arte y gran deportista además de muy alegre y energética. Maihime la considera su ejemplo a seguir.
Shō Yoitsuki (宵月曙 Yoitsuki Shō?)
Estudiante de intercambio compañera de Retto y Kirara. Odia todo aquello que tenga que ver con lo erótico pero desafortunadamente para ella se ve a menudo envuelta en situaciones sugestivas.
Kyō Yoitsuki (宵月 暁 Yoitsuki Kyō?)
Hermana gemela mayor de Shō. Lleva hospitalizada desde hace tiempo y se convirtió en HxE Black.

## Contenido de la obra

### Manga
Dokyū Hentai HxEros comenzó la serialización en la edición de mayo de 2017 de la revista mensual Jump Square de Shūeisha, finalizando en la edición de febrero de 2021 luego de 55 capítulos. Fue compilado en doce volúmenes tankōbon.
| N.º | Fecha de lanzamiento    | ISBN original          |
| --- | ----------------------- | ---------------------- |
| 1   | 4 de septiembre de 2017 | ISBN 978-4-08-881247-2 |
| 2   | 4 de diciembre de 2017  | ISBN 978-4-08-881296-0 |
| 3   | 2 de marzo de 2018      | ISBN 978-4-08-881366-0 |
| 4   | 4 de julio de 2018      | ISBN 978-4-08-881519-0 |
| 5   | 2 de noviembre de 2018  | ISBN 978-4-08-881631-9 |
| 6   | 4 de marzo de 2019      | ISBN 978-4-08-881774-3 |
| 7   | 4 de julio de 2019      | ISBN 978-4-08-881893-1 |
| 8   | 1 de noviembre de 2019  | ISBN 978-4-08-882112-2 |
| 9   | 4 de marzo de 2020      | ISBN 978-4-08-882234-1 |
| 10  | 3 de julio de 2020      | ISBN 978-4-08-882358-4 |
| 11  | 4 de noviembre de 2020  | ISBN 978-4-08-882480-2 |
| 12  | 4 de marzo de 2021      | ISBN 978-4-08-882588-5 |

### Anime
La adaptación al anime fue anunciada el 25 de octubre de 2019. La serie será animada por Project No.9 y dirigida por Masato Jinbo, con Akitomo Yamamoto diseñando los personajes. Fue estrenada el 3 de julio de 2020. La misma consistió en 12 episodios más un episodio extra de resumen de mitad de temporada. Las ediciones especiales de los volúmenes 11 y 12 del manga incluyeron una OVA exclusiva en Blu-ray cada uno.

#### Staff principal[5]
- Autor original: Ryōma Kitadani
- Director - Composión de la serie: Masato Jinbo
- Diseño de personajes: Akitomo Yamamoto
- Diseño de props: Mayu Hirotomi
- Diseño de vestuario: Tsukiho Yamamoto
- Diseño de kisechū: Susumu Watanabe
- Director de arte: Kenta Masuda
- Ambientación: Aiko Taira
- Colorización: Yōko Suzuki
- Director de Línea CG: Toshirō Hamamura
- Director de fotografía: Daiki Hayama
- Edición: Yūji Kondo
- Director de sonido: Masanori Tsuchiya
- Producción de sonido: Studio Mouse
- Música: Gin (Busted Rose)
- Producción de la animación: project No. 9
- Producción: Comité de Producción de Dokyū Hentai HXEros

#### Lista de episodios
| #       | Título                                                                               | Estreno                  |
| ------- | ------------------------------------------------------------------------------------ | ------------------------ |
| 1       | «En este mundo lleno de luz» «Hikari michiru kono sekai de» (光満ちるこのセカイで)   | 3 de julio de 2020       |
| 2       | «Formación HxEros» «Kessei, eguzerosu» (結成、エグゼロス)                            | 10 de julio de 2020      |
| 3       | «Efecto Mariposa» «Batafurai efekuto» (バタフライエフェクト)                         | 17 de julio de 2020      |
| 4       | «Blancanieves y el color del cielo» «Shirayuki-hime to Sora no Iro» (白雪姫と宙の色) | 24 de julio de 2020      |
| 5       | «HxEros Rising» «Eguzerosu raijingu» (エグゼロス・ライジング)                        | 31 de julio de 2020      |
| 6       | «¿Nueva compañera de cuarto?» «Aratana dōkyonin (?)» (新たな同居人 (?))              | 7 de agosto de 2020      |
| 7       | «XEro Game» «XERO Gēmu» (XEROゲーム)                                                 | 14 de agosto de 2020     |
| 7.5     | «Reporte HxEros» «Eguzerosu repōto» (エグゼロス・レポート)                           | 21 de agosto de 2020     |
| 8       | «Monstruo de energía H» «H Najī ☆ Monsutā» (Hナジー☆モンスター)                      | 28 de agosto de 2020     |
| 9       | «Apertura de la temporada de playa» «Hadakane Kaigan Umibiraki» (肌金海岸海開き)     | 4 de septiembre de 2020  |
| 10      | «Las dos Kiraras» «Futari no Kirara» (二人の雲母)                                    | 11 de septiembre de 2020 |
| 11      | «Bye bye, HxEros» «Bai bai, eguzerosu» (バイバイ、エグゼロス)                        | 18 de septiembre de 2020 |
| 12      | «¡Batalla decisiva! HxEros» «Kessen! eguzerosu» (決戦！ エグゼロス)                  | 25 de septiembre de 2020 |
| OVA 1.1 | «Nuestros contrarios» «Futari no Amanojaku» (二人のアマノジャク)                     | 4 de noviembre de 2020   |
| OVA 1.2 | «El día ordinario de Sora Tenkuji» «Tenkuji Sora no Nichijou» (天空寺 空の日常)      |                          |
| OVA 1.3 | «El proyecto HERO de toda la humanidad» «Jinruisou Hero Keikaku» (人類総HERO計画)    |                          |
| OVA 2   | «XEROS revisión de trajes» «XEROS suutsu kai» (XEROSスーツ・改)                      | 5 de marzo de 2021       |

### Música

#### Wake Up H×ERO! feat. Enjō Retto(Wake Up H×ERO! feat.炎城烈人,Wake Up H×ERO! feat. Enjō Retto?)
Tema de apertura. Interpretado por HXEROS SYNDROMES acompañados por Yoshitsugu Matsuoka, seiyū de Retto.
1. Wake up HxERO! feat. Enjō Retto (Seiyū: Yoshitsugu Matsuoka)
2. Ocean feat. Enjō Retto (Seiyū: Yoshitsugu Matsuoka)
3. Love is @ U.F.O
4. Wake up HxERO! feat. Enjō Retto (Instrumental)

#### Lost emotion
Tema de cierre. Interpretado por Ai Kakuma, seiyū de Kirara.
1. Lost emotion
2. Lost emotion (versión de TV)
3. Lost emotion (Instrumental)

## Recepción
El manga tiene 900 000 copias impresas en 2019. Para julio de 2020 el manga llevaba ventas por 1 350 000 ejemplares.